# Cutigliano
Cutigliano är en ort och frazione i kommunen Abetone Cutigliano i provinsen Pistoia i regionen Toscana i Italien. 
Cutigliano upphörde som kommun den 1 januari 2017 och bildade med den tidigare kommunen Abetone den nya kommunen Abetone Cutigliano. Den tidigare kommunen hade 1 455 invånare (2016).